# Zlatý potok (přítok Doubravy)
Zlatý potok je pravostranný přítok řeky Doubravy v okrese Chrudim v Pardubickém kraji. Délka jeho toku činí 9,9 km. Plocha povodí měří 27,5 km².

## Průběh toku
Potok pramení severně od Seče v nadmořské výšce 532 m. Teče převážně západním směrem. Protéká vsí Kraskov, pod kterou napájí rybníky Horní a Dolní Peklo. Pod těmito rybníky potok proráží hřbet Železných hor směrem k Třemošnici, kterou následně protéká. Toto hluboké údolí známé jako Hedvíkovská rokle je součástí národní přírodní památky Kaňkovy hory. Zhruba po dalších dvou kilometrech nedaleko Mladotic ústí Zlatý potok zprava do Doubravy na jejím 34,7 říčním kilometru v nadmořské výšce 267 m. Při průchodu Železnými horami protéká potok národní přírodní rezervací Lichnice – Kaňkovy hory, která zaujímá rozlohu 373,65 ha a v nynější podobě byla vyhlášena roku 1990. Důvodem ochrany jsou smíšené porosty s bukem na skalnatých svazích v okolí hradní zříceniny. Je zde také mnoho rostlinných a živočišných druhů.

### Větší přítoky
- Počátecký potok (hčp 1-03-05-025) je levostranný přítok protékající údolím, které v dávných dobách vyhloubila řeka Chrudimka tekoucí až do počátku čtvrtohor do povodí Doubravy. Do Zlatého potoka se vlévá na jeho 5,1 říčním kilometru.[4] Délka jeho toku činí 4,7 km.[4] Plocha povodí měří 7,5 km².[2]

## Vodní režim
Průměrný průtok u ústí činí 0,22 m³/s.